# Ara Hakobian
Pour les articles homonymes, voir Hakobian.
Ara Hakobian (en arménien : Արա Հակոբյան) est un footballeur international arménien né le 4 novembre 1980 à Erevan. Il a évolué avec l'équipe nationale arménienne, avec laquelle il a joué 42 matchs et marqué 7 buts. Son premier match international a eu lieu le 21 novembre 1998 face à l'Estonie.

## Buts en sélection
| # | Date            | Lieu               | Contre       | Score |
| 1 | 28 avril 2004   | Arménie            | Turkménistan | 1-0   |
| 2 | 26 mars 2005    | Arménie            | Andorre      | 2-1   |
| 3 | 7 août 2005     | République tchèque | Tchéquie     | 1-4   |
| 4 | 10 octobre 2005 | Andorre            | Andorre      | 3-0   |
| 5 | 15 janvier 2007 | États-Unis         | Panama       | 1-1   |
| 6 | 2 février 2008  | Malte              | Malte        | 1-0   |
| 7 | 4 février 2008  | Malte              | Biélorussie  | 2-1   |

## Palmarès

### Récompenses individuelles
Il obtient la récompense de Footballeur arménien de l'année en 2003. 
Il est meilleur buteur du championnat arménien en 1998, 2000 et 2003.